# IJshockey op de Olympische Winterspelen 1936
IJshockey is een van de sporten die beoefend werden tijdens de Olympische Winterspelen 1936 in Garmisch-Partenkirchen.
Dit ijshockeytoernooi was tevens het tiende wereldkampioenschap ijshockey. Er namen vijftien teams deel.

## Heren

### Voorronde

#### Groep A
| datum      | tijd  | land       | score  | land       |
| ---------- | ----- | ---------- | ------ | ---------- |
| 6 februari | 14:30 | Canada     | 8 - 1  | Polen      |
| 7 februari | 9:00  | Canada     | 11 - 1 | Letland    |
| 7 februari | 14:30 | Oostenrijk | 2 - 1  | Polen      |
| 8 februari |       | Polen      | 9 - 2  | Letland    |
| 8 februari |       | Canada     | 5 - 2  | Oostenrijk |
| 9 februari |       | Oostenrijk | 7 - 1  | Letland    |

|   | land       | Gs | W | G | V | F  | A  | Ptn |
| - | ---------- | -- | - | - | - | -- | -- | --- |
| 1 | Canada     | 3  | 3 | 0 | 0 | 24 | 3  | 6   |
| 2 | Oostenrijk | 3  | 2 | 0 | 1 | 11 | 7  | 4   |
| 3 | Polen      | 3  | 1 | 0 | 2 | 11 | 12 | 2   |
| 4 | Letland    | 3  | 0 | 0 | 3 | 3  | 27 | 0   |

#### Groep B
| datum      | tijd  | land             | score | land             |
| ---------- | ----- | ---------------- | ----- | ---------------- |
| 6 februari |       | Duitsland        | 0 - 1 | Verenigde Staten |
| 7 februari | 10:15 | Verenigde Staten | 3 - 0 | Zwitserland      |
| 7 februari | 21:00 | Duitsland        | 3 - 0 | Italië           |
| 8 februari |       | Verenigde Staten | 1 - 2 | Italië           |
| 8 februari |       | Duitsland        | 2 - 0 | Zwitserland      |
| 9 februari |       | Zwitserland      | 1 - 0 | Italië           |

|   | land             | Gs | W | G | V | F | A | Ptn |
| - | ---------------- | -- | - | - | - | - | - | --- |
| 1 | Duitsland        | 3  | 2 | 0 | 1 | 5 | 1 | 4   |
| 2 | Verenigde Staten | 3  | 2 | 0 | 1 | 5 | 2 | 4   |
| 3 | Italië           | 3  | 1 | 0 | 2 | 2 | 5 | 2   |
| 4 | Zwitserland      | 3  | 1 | 0 | 2 | 1 | 5 | 2   |

#### Groep C
| datum      | tijd  | land              | score  | land      |
| ---------- | ----- | ----------------- | ------ | --------- |
| 6 februari | 16:45 | Hongarije         | 11 - 2 | België    |
| 7 februari | 10:00 | Tsjecho-Slowakije | 5 - 0  | België    |
| 7 februari | 14:30 | Hongarije         | 3 - 0  | Frankrijk |
| 8 februari | 14:30 | Tsjecho-Slowakije | 3 - 0  | Hongarije |
| 8 februari | 14:30 | Frankrijk         | 4 - 2  | België    |
| 9 februari | 10:00 | Tsjecho-Slowakije | 2 - 0  | Frankrijk |

|   | land              | Gs | W | G | V | F  | A  | Ptn |
| - | ----------------- | -- | - | - | - | -- | -- | --- |
| 1 | Tsjecho-Slowakije | 3  | 3 | 0 | 0 | 10 | 0  | 6   |
| 2 | Hongarije         | 3  | 2 | 0 | 1 | 14 | 5  | 4   |
| 3 | Frankrijk         | 3  | 1 | 0 | 2 | 4  | 7  | 2   |
| 4 | België            | 3  | 0 | 0 | 3 | 4  | 20 | 0   |

#### Groep D
| datum      | tijd  | land             | score | land   |
| ---------- | ----- | ---------------- | ----- | ------ |
| 6 februari | 21:00 | Zweden           | 2 - 0 | Japan  |
| 7 februari | 16:15 | Groot-Brittannië | 1 - 0 | Zweden |
| 8 februari | 10:00 | Groot-Brittannië | 3 - 0 | Japan  |

|   | land             | Gs | W | G | V | F | A | Ptn |
| - | ---------------- | -- | - | - | - | - | - | --- |
| 1 | Groot-Brittannië | 2  | 2 | 0 | 0 | 4 | 0 | 4   |
| 2 | Zweden           | 2  | 1 | 0 | 1 | 2 | 1 | 2   |
| 3 | Japan            | 2  | 0 | 0 | 2 | 0 | 5 | 0   |

### Tussenronde

#### Groep A
| datum       | tijd  | land             | score  | land             |
| ----------- | ----- | ---------------- | ------ | ---------------- |
| 11 februari | 20:00 | Duitsland        | 2 - 1  | Hongarije        |
| 11 februari | 21:45 | Groot-Brittannië | 2 - 1  | Canada           |
| 12 februari | 14:30 | Canada           | 15 - 0 | Hongarije        |
| 12 februari | 20:00 | Duitsland        | 1 - 1  | Groot-Brittannië |
| 13 februari | 9:00  | Groot-Brittannië | 5 - 1  | Hongarije        |
| 13 februari | 20:00 | Duitsland        | 2 - 6  | Canada           |

|   | land             | Gs | W | G | V | F  | A  | Ptn |
| - | ---------------- | -- | - | - | - | -- | -- | --- |
| 1 | Groot-Brittannië | 3  | 2 | 1 | 0 | 8  | 3  | 5   |
| 2 | Canada           | 3  | 2 | 0 | 1 | 22 | 4  | 4   |
| 3 | Duitsland        | 3  | 1 | 1 | 1 | 5  | 8  | 3   |
| 4 | Hongarije        | 3  | 0 | 0 | 3 | 2  | 22 | 0   |

#### Groep B
| datum       | tijd  | land              | score | land              |
| ----------- | ----- | ----------------- | ----- | ----------------- |
| 11 februari | 14:30 | Verenigde Staten  | 2 - 0 | Tsjecho-Slowakije |
| 11 februari | 14:30 | Zweden            | 1 - 0 | Oostenrijk        |
| 12 februari | 16:20 | Tsjecho-Slowakije | 4 - 1 | Zweden            |
| 12 februari | 22:15 | Verenigde Staten  | 1 - 0 | Oostenrijk        |
| 13 februari | 10:50 | Tsjecho-Slowakije | 2 - 1 | Oostenrijk        |
| 13 februari | 22:00 | Verenigde Staten  | 2 - 1 | Zweden            |

|   | land              | Gs | W | G | V | F | A | Ptn |
| - | ----------------- | -- | - | - | - | - | - | --- |
| 1 | Verenigde Staten  | 3  | 3 | 0 | 0 | 5 | 1 | 6   |
| 2 | Tsjecho-Slowakije | 3  | 2 | 0 | 1 | 6 | 4 | 4   |
| 3 | Zweden            | 3  | 1 | 0 | 2 | 3 | 6 | 2   |
| 4 | Oostenrijk        | 3  | 0 | 0 | 3 | 1 | 4 | 0   |

### Finaleronde
Onderlinge voorronderesultaten telden ook mee voor de finaleronde.
| datum       | tijd  | land             | score | land              |
| ----------- | ----- | ---------------- | ----- | ----------------- |
| 14 februari | 21:00 | Groot-Brittannië | 5 - 0 | Tsjecho-Slowakije |
| 15 februari | 10:00 | Canada           | 7 - 0 | Tsjecho-Slowakije |
| 15 februari | 21:00 | Groot-Brittannië | 0 - 0 | Verenigde Staten  |
| 16 februari | 14:30 | Canada           | 1 - 0 | Verenigde Staten  |

|   | land              | Gs | W | G | V | F | A  | Ptn |
| - | ----------------- | -- | - | - | - | - | -- | --- |
| 1 | Groot-Brittannië  | 3  | 2 | 1 | 0 | 7 | 1  | 5   |
| 2 | Canada            | 3  | 2 | 0 | 1 | 9 | 2  | 4   |
| 3 | Verenigde Staten  | 3  | 1 | 1 | 1 | 2 | 1  | 3   |
| 4 | Tsjecho-Slowakije | 3  | 0 | 0 | 3 | 0 | 14 | 0   |

### Eindrangschikking
| Goud | Zilver | Brons | 4 |
| Groot-Brittannië James Foster Carl Erhardt Gordon Dailley Archibald Stinchcombe Edgar Brenchley John Coward James Chappell Alexander Archer Gerry Davey James Borland Robert Wyman Jack Kilpatrick Arthur Child | Canada Francis Moore Arthur Nash Herman Murray Walter Kitchen Raymond Milton David Neville Kenneth Farmer Hugh Farquharson Maxwell Deacon Alexander Sinclair William Thomson James Haggarty Ralph St. Germain | Verenigde Staten Thomas Moone Francis Shaughnessy Philip LaBatte Frank Stubbs John Garrison Paul Rowe John Lax Gordon Smith Elbridge Ross Francis Spain August Kammer                            | Tsjecho-Slowakije Josef Boháč Alois Cetkovský Karel Hromádka Drahoš Jirotka Zdeněk Jirotka Jan Košek Oldřich Kučera Josef Maleček Jan Peka Jaroslav Pušbauer Jiří Tožička Ladislav Troják Walter Ullrich    |
| 5 | 5 | 7 | 7 |
| Duitsland Wilhelm Egginger J. A. von Bethmann-Hollweg Gustav Jaenecke Philip Schenk Rudi Ball Karl Kögel Anton Wiedemann Herbert Schibukat Alois Kuhn Werner George Georg Strobl Paul Trautman                  | Zweden Herman Carlsson Sven Bergquist Bertil Lundell Holger Engberg Torsten Jöhncke Yngve Liljeberg Bertil Norberg Wilhelm Petersén Åke Ericson Stig Andersson Lennart Hellman Wilhelm Larsson Ruben Carlsson | Hongarije István Csák Ferenc Monostori Miklós Barcza László Róna Frigyes Helmeczi Sándor Magyar András Gergely László Gergely Béla Háray Zoltán Jeney Sándor Miklós Ferenc Szamosi Mátyás Farkas | Oostenrijk Franz Csöngei Friedrich Demmer Josef Göbl Lambert Neumaier Oskar Nowak Franz Schüssler Emil Seidler Willibald Stanek Hans Tatzer Hans Trauttenberg Rudolf Vojta Hermann Weiß                     |
| 9 | | | |
| Frankrijk Michel Paccard Jacques Morisson Jacques Lacarrière Pierre Claret Pierre Lorin Marcel Couttet Albert Hassler Guy Volpert Jean-Pierre Hegnauer Michel Delessalle Philippe Boyard                        | Italië Augusto Gerosa Franco Rossi Gianmario Baroni Decio Trovati Camillo Mussi Giovanni Scotti Ignazio Dionisi Mario Zucchini Mario Maiocchi Carlo Zucchini                                                  | Japan Teiji Honma Masahiro Hayama Tatsuo Ichikawa Shinkichi Kamei Toshihiko Shoji Susumo Hirano Masatatsu Kitazawa Kenichi Furuya Kozue Kinoshita                                                | Polen Józef Stogowski Henryk Przeździecki Witalis Ludwikczak Kazimierz Sokołowski Czesław Marchewczyk Adam Kowalski Andrzej Wołkowski Edmund Zieliński Władysław Król Mieczysław Kasprzycki Roman Stupnicki |
| 13 | | | |
| België Robert Baudinne Roger Bureau Jef Lekens Georges Pootmans Pierre van Reyschoot Willy Kreitz Charles Van den Driessche Walter Bastenie Fernand Carez Louis De Ridder                                       | Letland Roberts Lapainis Herberts Kušķis Leonīds Vedējs Arvīds Jurgens Roberts Bluķis Ādolfs Petrovskis Arvīds Pētersons Aleksejs Auziņš Kārlis Paegle Jānis Bebris Jānis Rozītis                             | Zwitserland Albert Künzler Arnold Hirtz Oskar Schmidt Ernst Hug Adolf Martignoni Hans Cattini Richard Torriani Ferdinand Cattini Herbert Keßler Otto Heller Karl Keßler Thomas Pleisch           | |

Antwerpen 1920 · 
Chamonix 1924 · 
St. Moritz 1928 · 
Lake Placid 1932 · 
Garmisch-Partenkirchen 1936 · 
St. Moritz 1948 · 
Oslo 1952 · 
Cortina d'Ampezzo 1956 · 
Squaw Valley 1960 · 
Innsbruck 1964 · 
Grenoble 1968 · 
Sapporo 1972 · 
Innsbruck 1976 · 
Lake Placid 1980 · 
Sarajevo 1984 · 
Calgary 1988 · 
Albertville 1992 · 
Lillehammer 1994 · 
Nagano 1998 · 
Salt Lake City 2002 · 
Turijn 2006 · 
Vancouver 2010 · 
Sotsji 2014 · 
Pyeongchang 2018 · 
Peking 2022

Lijst van olympische medaillewinnaars
Alpineskiën · Bobsleeën · Kunstrijden · Langlaufen · Militaire patrouille (demonstratie) · Noordse combinatie · Schaatsen · Schansspringen · IJshockey · IJsstokschieten (demonstratie)